# Liuli (Nyasa)
Liuli ist ein Verwaltungsbezirk (Ward) des Distrikts Nyasa in der tansanischen Region Ruvuma.

## Geografie
Liuli liegt im Südwesten von Tansania am Malawisee. Der Bezirk grenzt im Norden an Kihagara, im Nordosten an Kipapa und Maguu, im Südosten an Lipingo und im Westen an den Malawisee. Die größte Siedlung ist der gleichnamige Ort Liuli.
Bei der Volkszählung 2022 lebten 15.664 Menschen in 3852 Haushalten auf einer Fläche von 112 Quadratkilometern.

## Gliederung
Der Bezirk besteht aus sechs Gemeinden (Mtaa) mit 28 Orten (Kitongoji):

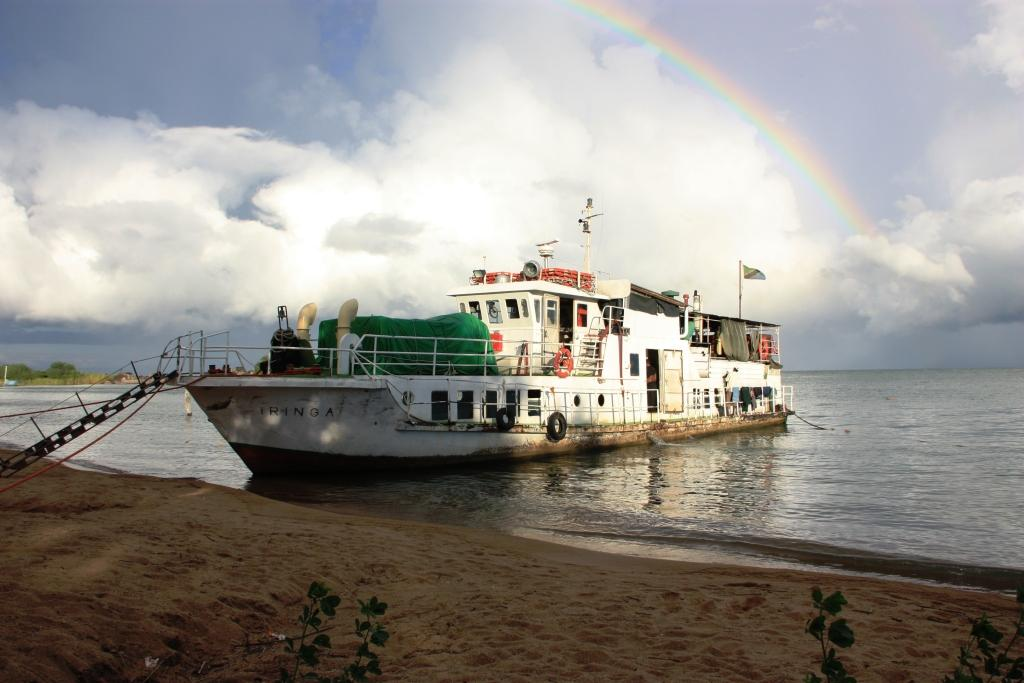
Das Schiff MV Iringa im Hafen Liuli (2012)

| Liuli - Bastena Chini - Nahola - Mungi Chini - Mungi Juu - Madalawe | Nkalachi - Mkalachi - Nkaya - Kondowe - Ngwai | Puulu - Yungu - Kuyu A - Kuyu B - Livingstone - Mbulanachengu - Wingira | Mkali - Mbinga - Shuleni - Mpaka - Mawula - Mishale - Muungano | Mkali B - Mbawa - Ndengele - Songea | Hongi - Hongi Kati - Hongi Juu - Mabuyu - Mahaha |

## Infrastruktur
- Bildung: Die St.Paul’s Liuli Secondary School ist eine staatliche weiterführende Schule. Sie bildet Jugendliche als Tages- oder Internatsschüler bis zur 6. Stufe aus.[6]
- Gesundheit: Das St. Annes Liuli Hospital ist ein Privatkrankenhaus, das von der anglikanischen Kirche geführt wird.[7] Daneben gibt es eine staatliche Apotheke in der Gemeinde Mkali.[8]
- Hafen: In Liuli befindet sich ein kleiner Hafen für den Personen- und Güterverkehr zwischen Tansania, Malawi und Mosambik.[9]
- Flughafen: Der kleine Flughafen Liuli hat eine Landebahn in Richtung 13/31 mit der Länge von 959 m.[10]